# تسي ما
تسي ما هو ممثل أمريكي ولد في هونغ كونغ في 10 يونيو 1962. عرف لدوره في مسلسلات الرجل في القلعة العالية و24.

## روابط خارجية
- تسي ما على موقع IMDb (الإنجليزية)
- تسي ما على موقع ألو سيني (الفرنسية)
- تسي ما على موقع ميوزك برينز (الإنجليزية)
- تسي ما على موقع أول موفي (الإنجليزية)
- تسي ما على موقع قاعدة بيانات الأفلام السويدية (السويدية)
- تسي ما على موقع قاعدة بيانات الفيلم (الإنجليزية)
- تسي ما على موقع كينوبويسك (الروسية)